# Генрі Акінванде
Генрі Акінванде (англ. Henry Akinwande; 12 жовтня 1965) — британський нігерійського походження професійний боксер, чемпіон світу за версією WBO (1996—1997) та чемпіон Європи за версією EBU (1993—1994) у важкій вазі.

## Аматорська кар'єра
На Олімпійських іграх 1988 програв у першому бою Арнольду Вандерліде (Нідерланди).

## Професіональна кар'єра
Дебютував на профірингу 1989 року. Впродовж 1989—1992 років здобув 18 перемог і один поєдинок за вакантний титул чемпіона Європи за версією EBU у важкій вазі 19 грудня 1992 року проти німця Акселя Шульца звів внічию.
18 березня 1993 року завоював титул чемпіона Співдружності. 1 травня 1993 року в бою за вакантний титул чемпіона Європи за версією EBU вдруге зустрівся з Акселем Шульцом і здобув перемогу одностайним рішенням суддів. В наступних десяти поєдинках здобув перемоги, серед них в двох захистах титулу чемпіона Європи.
29 червня 1996 року в бою за вакантний титул чемпіона світу за версією WBO у важкій вазі зустрівся з Джеремі Вільямсом (США) і здобув перемогу нокаутом в третьому раунді.
Провівши два вдалих захисти, у травні 1997 року відмовився від звання чемпіона WBO заради бою проти чемпіона WBC у важкій вазі британця Леннокса Льюїса. 12 липня 1997 року вийшов на бій і програв Льюїсу дискваліфікацією за неодноразові утримання суперника.
До завершення кар'єри провів ще більше 20 боїв, однак на чемпіонський титул жодного разу більше не претендував. 